# Жіночка (оповідання)
Жіночка (нім. Eine kleine Frau) — оповідання Франца Кафки, написане між груднем 1923 і кінцем січня 1924. Вперше воно було опубліковано у великодньому додатку до Prager Tagblatt 20 квітня 1924 року. Під час своєї хвороби Кафка виправив рукопис оповідання для включення до збірки оповідань «Голодомайстер», виданої «Verlag Die Schmiede» після його смерті.

## Короткий зміст сюжету
Розповідь починається з докладного опису стривоженої молодої жінки. Жінка розчарована оповідачем з якоїсь причини, яку він не може зрозуміти, оскільки вони незнайомі. Оповідач розмірковує над ситуацією і задається питанням, що допоможе цій жінці з її нав'язливим розчаруванням у ньому. Він вважає, що навіть його самогубство не вплине на її гнів. Надійність оповідача не є даністю, і іноді здається, що він не є справжнім джерелом роздратування жінки, а просто вважає себе таким.

## Написання
Наприкінці вересня 1923 року Кафка разом з Дорою Діамант вирушив до Берлін-Штегліца, де написав «Жіночку» на основі господині дому, в якому вони жили.